# EABS
EABS (Electro-Acoustic Beat Sessions) ist eine polnische Jazz-Band.

## Geschichte
EABS wurde 2012 in Breslau im Umfeld des Jazzclubs Puzzle gegründet. Eine zentrale Figur war der DJ Spisek Jednego. In dieser Zeit spielte die Band – damals noch nicht mit einer festen Besetzung – als Support für Ben LaMar Gay. 2016 erschien Puzzle Mixtape.
Das erste reguläre Album der Gruppe war Repetitions (2017) mit Interpretationen weniger bekannter Stücke von Krzysztof Komeda. Auf diesem Album spielte die Band unter anderem mit Michał Urbaniak zusammen. Seitdem nimmt EABS sowohl Alben mit Interpretationen (Discipline of Sun Ra mit Musik von Sun Ra; Reflections on Purple Sun als komplette Neuinterpretation des Albums Purple Sun von Tomasz Stańko Quintet) als auch mit eigenen Kompositionen (Slavic Spirit, 2061, In Search of a Better Tomorrow). Für In Search of a Better Tomorrow kollaborierte die Band mit dem pakistanischen Trio Joubi. Dieses Album gilt als der internationale Durchbruch der Band und wurde von The Guardian in der Liste der „10 besten globalen Alben 2023“ aufgeführt. EABS ging auf Tour in Frankreich, Italien, Niederlanden, Belgien und China. In Polen wurde das Album mit einem Fryderyk in der Kategorie „Musik der Wurzeln“ ausgezeichnet.
Die Musik von EABS kombiniert Elemente des Jazz, Soul, Funk und Hip-Hop.

## Diskografie
- Puzzle Mixtape (2016, Astigmatic Records)
- Repetitions (Letters to Krzysztof Komeda) (2017, Astigmatic Records)
- Repetitions (Letters to Krzysztof Komeda) Live at Jazzclub Hipnoza (2018, Astigmatic Records)
- Slavic Spirits (2019, Astigmatic Records)
- Discipline of Sun Ra (2020, Astigmatic Records)
- 2061 (2022, Astigmatic Records)
- In Search of a Better Tomorrow (2023, Astigmatic Records; mit Jaubi)
- Reflections on Purple Sun (2024, Astigmatic Records)